# Национално знаме на Бруней
Националното знаме на Бруней е един от официалните символи на тази азиатска страна. Знамето представлява жълто правоъгълно платнище, прорязано от две диагонални ивици – черна и бяла. В центъра на знамето е поставен държавният герб.
Флагът в сегашния му вариант, с изключение присъствието на герба върху него, е въведен през 1906 г., когато Бруней става британски протекторат. Гербът е добавен през 1959 г. след като е обявена новоприетата конституция. Знамето се запазва в този си вид и след обявяването на брунейската независимост.

## Предишни знамена на Бруней
- Националното знаме на Бруней до 1906
- Националното знаме на Бруней 1906 – 1959